# Christoph Zulehner

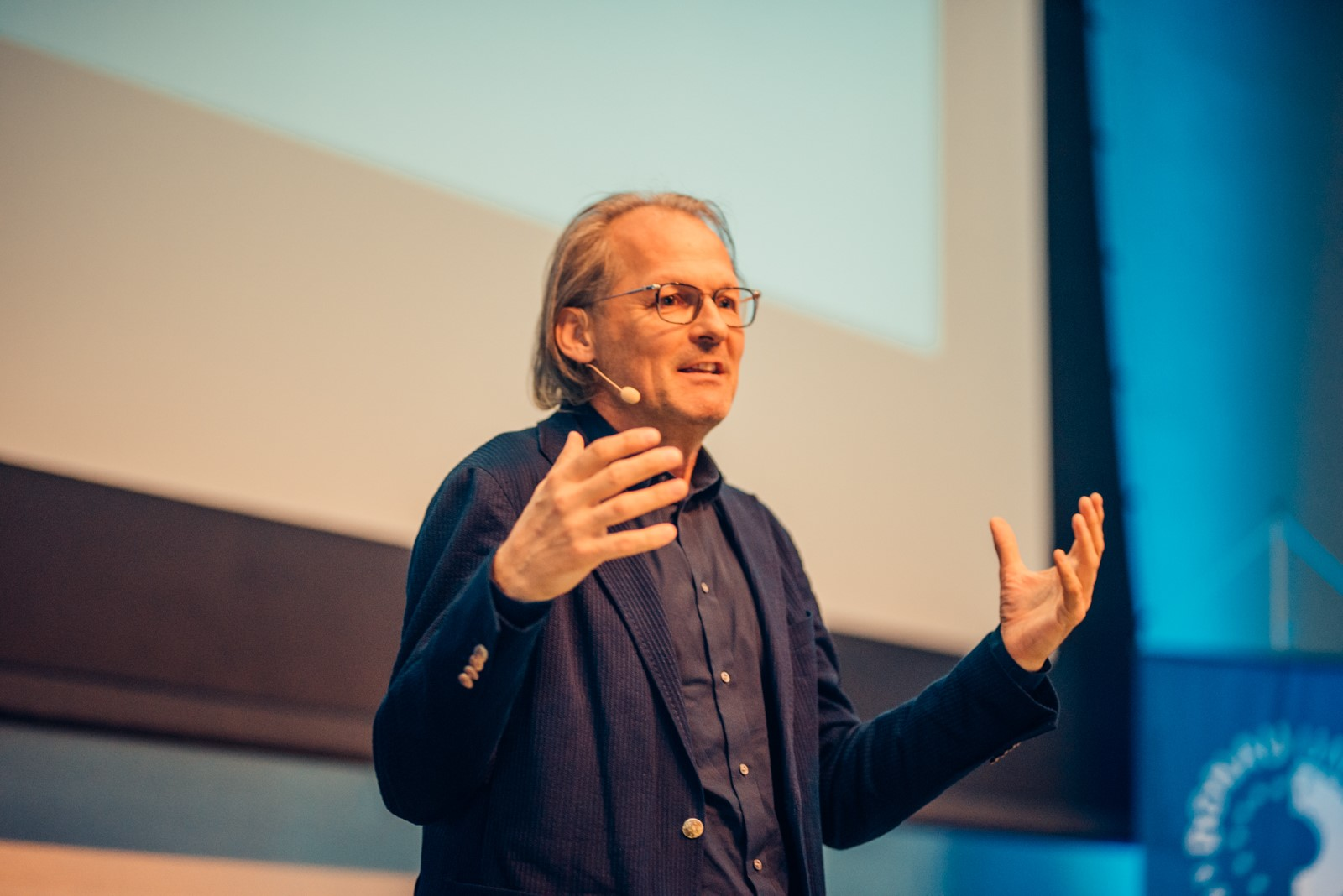
Christoph Zulehner (um 2018)

Christoph Zulehner (geb. 18. Juni 1964) ist ein österreichischer Pflege- und Sozialwissenschaftler.

## Beruflicher Werdegang
1981 schloss Zulehner die Handelsschule ab. 1984 begann er eine Ausbildung in der Gesundheits- und Krankenpflegeschule in Ried im Innkreis, welche er mit dem Allgemeinen Gesundheits- und Krankenpflegediplom abschloss. In dieser Zeit sammelte er bis 1992 berufliche Erfahrung als Diplompflegekraft in einem interdisziplinären Operationssaal. Von 1990 bis 1991 absolvierte er eine Sonderausbildung für OP-Pflegepersonal am AKH Linz mit ausgezeichnetem Erfolg. Anschließend war er von 1992 bis 1995 als leitender Stationspfleger einer chirurgischen Bettenstation am AKH Linz tätig. Anschließend ging er ins Krankenhaus Ried und wurde dort stellvertretender Pflegedirektor und Bereichsleiter für die Funktionsbereiche. 1997 schloss er den Hochschullehrgang für leitendes Pflegepersonal an der Kepler Universität Linz ebenfalls mit ausgezeichnetem Erfolg ab.
Im Jahr 2000 wechselte Zulehner in die Unternehmensberatung. Von 2001 bis 2005 studierte er Betriebswirtschaftslehre mit dem Schwerpunkt Gesundheitswesen an der Hochschule Osnabrück und absolvierte anschließend bis 2008 das Doktoratsstudium der Wirtschafts- und Sozialwissenschaften an der Universität Osnabrück. Zulehner ist seit 2004 selbständiger Unternehmer.
Nach Studienaufenthalten in den Vereinigten Staaten sowie beruflichen Tätigkeiten in Osteuropa und im Nahen Osten ist Christoph Zulehner heute als selbständiger Strategieberater und Keynote-Speaker tätig. Seine Schwerpunkte sind Strategieentwicklung, Betriebsorganisation und Personalmanagement von Gesundheitsunternehmen. Zulehner ist Verfasser mehrerer Fachbücher, Fachartikel sowie Sachbücher und hat seit 2019 eine Gastprofessur für Strategie und Personalmanagement an der Donau-Universität Krems.

## Publikationen
- Tagesklinik – Konzeption und Evaluation am Beispiel Augenheilkunde. Eul Verlag, Lohmar Köln 2008, ISBN 978-3-89936-733-1.
- Strategisches Führen in Gesundheits- und Pflegeunternehmen. Handbuch für die Praxis. Eul Verlag, Lohmar Köln 2011, ISBN 978-3-8441-0018-1.
- Personalbedarf und Personaleinsatz in Gesundheits- und Pflegeunternehmen. Maßstäbe für die Praxis. Austrian Standards Institute, Wien 2016, ISBN 978-3-85402-326-5.
- Make the Fake. Warum Erfolg die Täuschung braucht? Oriol Verlag, Varel 2017, ISBN 978-3-9818048-6-7.
- MESH – Die Evolution der Zusammenarbeit. Warum vernetzte Kompetenz mehr ist als bloße Kooperation. Springer Fachmedien, Wiesbaden 2022, ISBN 978-3-658-37817-2.